# ترنرس
ترنرس (به هلندی: Teerns) یک منطقهٔ مسکونی در هلند است که در لیواردن واقع شده‌است. ترنرس ۱۷ نفر جمعیت دارد.